# Колібрі-інка білохвостий
Колі́брі-і́нка білохвостий (Coeligena phalerata) — вид серпокрильцеподібних птахів родини колібрієвих (Trochilidae). Ендемік Колумбії.

## Опис
Довжина птаха становить 11-14 см. У самців верхня частина тіла переважно темно-зелена з металевим відблиском, тім'я у них бірюзове. блискуче, за очима білі плямки. Хвіст білий, стернові пера мають бронзові кінчики, які з часом стираються і також стають білими. На горлі синя пляма, решта нижньої частини тіла смарагдово-зелена. Нижні покривні пера хвоста білі, лапи покриті білим пуховим пір'ям. Дзьоб довгий, прямий, вузький, чорний, довжиною 30 мм.
У самиць тім'я темно-синьо-зелене, а решта верхньої частини тіла зелена, блискуча. Хвіст у них бронзовий, кінчики стернових пер блідо-охристі. Нижня частина тіла рудувато-коричнева. Дзьоб дещо довший, ніж у самців. Забарвлення молодих птахів є подібне до забарвлення самиць. 

## Поширення і екологія
Білохвості колібрі-інки мешкають в гірському масиві Сьєрра-Невада-де-Санта-Марта на півночі Колумбії. У 2014 році вид був знайдений також в горах Сьєрра-де-Періха на північному сходу країни. Білохвості колібрі-інки живуть у вологих гірських тропічних лісах і на узліссях, на висоті від 1400 до 3700 м над рівнем моря, уникають змінених людьми середовищ. Самці віддають перевагу внутрішній частині густого лісу і невеликими галявинам, а самці частіше трапляються на узліссях.
Білохвості колібрі-інки живляться нектаром різноманітних квітучих рослин, зокрема фуксій і бромелієвих, а також комахами, яких збирають з рослинності або ловлять в польоті. Вони агресивно захищають кормові території, на відміну він інших колібрі-інків, однак також шукають нектар, переміщуючись за певним маршрутом. Сезон розмноження у білохвостих колібрі-інків триває з лютого по квітень.

## Збереження
МСОП класифікує стан збереження цього виду як близький до загрозливого. Білохвості колібрі-інки є досить поширеним видом в межах свого ареалу, однак їм загрожує знищення природного середовища.